# SS-Hauptämter
Aus den Hauptämtern und ihren Unterabteilungen entwickelte die Schutzstaffel im NS-Staat einen Dachverband. Ab spätestens 1942 bildete er einen Staat im Staate. Die allumfassende Oberbezeichnung für die im Verlauf variierenden  Hauptämter war ab den 1930er Jahren Reichsführung SS. Die Hauptämter und ihre Unterämter entstanden und entwickelten sich vor allem aus organisatorischen Notwendigkeiten einer personell immer größer werdenden SS, verbunden mit einem sich stetig ausweitenden hauptberuflichen Personal (Verwaltung, Wirtschaft/KZ), aus Partei-Schwerpunkten (Schutzfunktion, Rasse und Neu-Siedlungen), auch aus Rivalitätsgründen (Parallelstrukturen) und Versuche der Vereinnahmung und Umformung staatlicher Behörden, wie es beim RSHA und auch beim Hauptamt Verwaltung und Wirtschaft im Ministerium des Innern der Fall war.

## SS-Hauptamt
Das SS-Hauptamt (SS-HA) war ursprünglich das Leitorgan und Hauptverwaltungsstelle der Gesamt-SS. Chefs des Hauptamtes waren Curt Wittje (1934–1935), August Heißmeyer (1935–1939) und dann Gottlob Berger. Das Hauptamt war eine Nachfolgeorganisation des alten SS-Amtes und des SS-Führungsstabes unter dem Juristen Ernst Bach, bis Sommer 1932, und Siegfried Seidel-Dittmarsch, bis Februar 1934. Als die Parteiorganisation immer größer wurde, konnte das SS-HA die nun aufkommenden Aufgaben nicht mehr bewältigen. So wurden neue Hauptämter geschaffen, die nach und nach die Aufgaben des SS-HA übernahmen. Rund 70 % der Aufgaben wurden an die anderen Ämter abgegeben, weshalb der Einfluss des SS-HA auf die SS schließlich minimal war. Dem SS-Hauptamt unterstand jedoch weiterhin das SS-Ergänzungsamt, das unter Berger weiter ausgebaut wurde. So war dieses Amt für die Betreuung und Verwaltung der Personalakten der SS-Mannschaften und der Unteroffiziere zuständig. Dem SS-Hauptamt unterstanden bis 1939/40 die Kommandoämter der Allgemeinen SS, SS-Verfügungstruppe und der SS-Wachverbände.
1939 riet Berger Adolf Hitler, Theodor Eicke die Aufstellung eines eigenen Frontverbandes zu erlauben. Dieser sollte ausschließlich aus Freiwilligen der SS-Totenkopfverbände gebildet werden. Ferner schlug Berger vor, die Kommandoämter der Verfügungstruppe und der Wachverbände in einem neuen Kommandoamt, dem Kommandoamt der Waffen-SS, zu vereinigen. Dem Ergänzungsamt unterstanden auch die Rekrutierungsbüros der Waffen-SS in den besetzten Ländern.

## SS-Führungshauptamt
Das SS-Führungshauptamt (SS-FHA) stand seit dem 1. Oktober 1937 unter der Leitung von Karl Zech. Neben diesem Aufgabenbereich wirkte er parallel als Führer des SD-Oberabschnitts Ost (Berlin). Ab August 1940 war das SS-Führungshauptamt die eigentliche betriebliche Stabsstelle (Hauptquartier) der bewaffneten SS. Es entstand durch Ausgliederung aus dem SS-Hauptamt und wurde anfangs von Himmler persönlich, ab Januar 1943 von dessen bisherigem Stabschef SS-Obergruppenführer Hans Jüttner geleitet. Es leitete und verwaltete Nachschub und Versorgung, Lohnzahlungen und Ausrüstungen. Ihm unterstanden ferner die Kommandoämter der Allgemeinen SS, der Waffen-SS und der SS-Wachverbände. Diese Kommandoämter waren 1935 geschaffen worden und galten als Schaltzentralen der bewaffneten SS-Verbände. Für die „germanischstämmigen“ Freiwilligen-Verbände innerhalb der Waffen-SS wurde später eine eigenständige Leitstelle der Germanischen SS eingeführt. Dem SS-FHA wurden ferner die Ausbildungseinrichtungen, die Truppeninspektionen und das Sanitätswesen der Waffen-SS unterstellt. 1944 hatte das SS-Führungshauptamt 450 Mitarbeiter.

## Persönlicher Stab Reichsführer SS
Der Persönliche Stab RFSS unterstand dem SS-Obergruppenführer Karl Wolff. Dieser Stab war eines der Berliner Hauptämter und für alle Himmlerschen Belange bestimmt, die nicht in den Bereich eines (anderen) SS-Hauptamtes fielen. Ihm unterstanden vor allem die privaten Organisationen Lebensborn, Freundeskreis Reichsführer SS, Ahnenerbe und Fördernde Mitglieder der SS, ebenfalls die Wewelsburg.

## Rasse- und Siedlungshauptamt
Das Rasse- und Siedlungshauptamt (RuSHA) war neben dem SS-Hauptamt und dem Hauptamt SD eines der drei ältesten SS-Hauptämter. Das Rasseamt der SS wurde bereits Ende Dezember 1931 gegründet und war zuständig für Rassenuntersuchungen und Ehegenehmigungen für Angehörige der SS. Später wurde es als Rasse- und Siedlungsamt bezeichnet und ab Januar 1935 als SS-Hauptamt geführt. Im Zusammenhang mit der Bildung des Reichskommissariats für die Festigung deutschen Volkstums und der Ausarbeitung des Generalplans Ost übernahm es Aufgaben der Rassenselektion der Bevölkerungen der besetzten Gebiete sowie der Auswahl von Kandidaten für die geplante Ansiedlung entlassener SS-Angehöriger im Osten. Es hatte seinen Sitz in der Hedemannstraße 24 in Berlin-Kreuzberg.

### Amtsleiter RuSHA
Leiter des Rasse- und Siedlungshauptamtes-SS
- SS-Gruppenführer Walther Darré (1. Januar 1932 bis 12. September 1938)
- SS-Brigadeführer Günther Pancke (12. September 1938 bis 9. Juli 1940)
- SS-Gruppenführer Otto Hofmann (1. Dezember 1939 Wahrnehmung der Geschäfte; 9. Juli 1940 bis 20. April 1943)
- SS-Obergruppenführer Richard Hildebrandt (20. April 1943 bis 1945)

Stabsführung
- George Ebrecht (1937/38)
- vakant
- Götz Berens von Rautenfeld (1942/43)
- Fritz Schwalm (1943–1945)

Amtschefs des Rassenamtes
- Bruno Kurt Schultz (1932–1935)
- Hermann Reischle (1935–1938)
- Erich Karl (1938/39)
- Otto Hofmann (1939/40 Wahrnehmung der Geschäfte)
- Bruno Kurt Schultz (1941 Wahrnehmung der Geschäfte; 1942–1944)
- Walter Dongus (1944/45 Wahrnehmung der Geschäfte)

Amtschefs des Siedlungsamtes
- Werner Willikens (1935)
- Herbert Backe (1935–1937)
- Curt von Gottberg (1937–1939)
- Wilhelm Freiherr von Holzschuher (1939/40)
- Fritz Kalkhofen (1940–1942 Wahrnehmung der Geschäfte)
- Heinrich Thole (1942 Wahrnehmung der Geschäfte)
- Ernst Tesseraux (1942–1944 Wahrnehmung der Geschäfte)
- Andreas Söchting (1944/45 Wahrnehmung der Geschäfte)

Amtschefs des Sippenamtes
- Bernd von Kanne (1935–1937)
- Arthur Gütt (1937–1939)
- Otto Hofmann (1939/40)
- Wilhelm Osiander (1940)
- Richard Kaaserer (1940/41)
- 1942 Aufteilung in Sippenamt, Heiratsamt und Ahnentafelamt

Amtschef des Heiratsamtes
- Otto Heider (1942–1945)

Amtschefs des Ahnentafelamtes
- Richard Kaaserer (1941/42)
- Wilhelm Osiander (1942–1945)

## Hauptamt Dienststelle SS-Obergruppenführer Heißmeyer
Dem Hauptamt Dienststelle SS-Obergruppenführer Heißmeyer unterstanden die Nationalpolitischen Erziehungsanstalten (NPEA). Damit hatte diese Dienststelle einen großen Einfluss auf die Ausbildung der deutschen Kinder und Jugendlichen. Heißmeyer hatte bis 1940 die Kontrolle über die staatlichen Schulen erlangt und gedachte, die begabtesten Schüler auf die NPEA zu überführen. Dort sollten sie zum Führernachwuchs für die SA und SS herangezogen werden.

## Reichssicherheitshauptamt
Das Reichssicherheitshauptamt (RSHA) wurde am 1. Oktober 1939 durch die Zusammenlegung des Hauptamtes Sicherheitspolizei mit dem Hauptamt SD gebildet und wurde nacheinander von Reinhard Heydrich (bei einem Attentat in Prag 1942 getötet), danach kommissarisch von Heinrich Himmler und anschließend von Ernst Kaltenbrunner geführt.
Das Reichssicherheitshauptamt war nicht nur die zentrale Stelle zur Ausübung der sicherheitspolizeilichen und nachrichtendienstlichen Funktionen des NS-Staates, es war vor allem die Organisationszentrale für die effiziente und brutale Umsetzung der ideologischen NS-Ziele. Ihm unterstanden neben dem Sicherheitsdienst des Reichsführers SS (SD) die Geheime Staatspolizei (Gestapo) sowie die Kriminal- und Grenzpolizei. SD und Gestapo waren als für die Bekämpfung äußerer wie innerer Gegner des NS-Staates und auch für die  Bespitzelung der Bevölkerung tätig. Gestapo und Kriminalpolizei waren dabei staatliche und von Beamten geprägte Behörden, die Männer des SD kamen aus der SS-Administration. Viele Täter, die die Endlösung, die Vertreibung und Ermordung der Roma und Sinti (Porajmos), der sogenannten A-Sozialen und der geistig und körperlich Behinderten befahlen und personell organisatorisch ermöglichten, stammten aus dem RSHA, bekannt ist Adolf Eichmanns Referat IV B 4. Die berüchtigten Einsatzgruppen der Sicherheitspolizei und des SD, die die Massenmorde in den östlichen Gebieten verübten, waren dementsprechend dem RSHA unterstellt. Entgegen dem verbreiteten Bild des Schreibtischtäters wurde darauf geachtet, dass das Führungspersonal selbst an den Massenmorden aktiv teilnahm.
Im Urteil des Internationalen Militärgerichtshofes gegen die Hauptkriegsverbrecher (IMG) wurden SD, SS und Gestapo zu verbrecherischen Organisationen erklärt.

## Hauptamt SS-Gericht
Das Hauptamt SS-Gericht ging hervor aus dem SS-Disziplinaramt und dem SS-Rechtsamt, die schon länger zuvor bestanden hatten und am 1. Juni 1939 im neuen Hauptamt aufgingen. Sein Aufgabenbereich war zunächst die Bearbeitung von Disziplinar- und Beschwerdesachen für den Reichsführer SS. Es unterstand nacheinander den SS-Obergruppenführern Paul Scharfe und Franz Breithaupt. Es war die Zentral- und Ministerialinstanz des gesamten SS- und Polizeigerichtswesens mit Sitz in München (Karlsstr. 10, ab August 1944 Verlegung in ein Ausweichquartier in Prien am Chiemsee). Das Hauptamt war – gleichberechtigt neben der Kriegsgerichtsbarkeit der Wehrmacht – als Sondergerichtsbarkeit in Strafsachen für den gesamten Bereich der SS und der Polizei zuständig. Später wurde die Zuständigkeit ausgedehnt auf deutsche und ausländische Zivilpersonen wegen aller im Operationsgebiet begangenen Straftaten, ab Januar 1945 sogar auf alle Kriegsgefangenen.
Sein Aktenbestand ging entweder bei Luftangriffen weitgehend verloren oder wurde von seinen Mitarbeitern bei Kriegsende bewusst vernichtet und muss darum „jedenfalls größtenteils als verloren gelten“. Auf Befehl vernichtet wurden auch „die Registraturen der SS- und Polizeigerichte, die sich an den Dienstsitzen der Höheren SS- und Polizeiführer befanden, und die der mobilen Feldgerichte bei den SS-Divisionen und SS-Korps“. Die Verluste an Akten, aber auch die Tätigkeit des SS-Gerichtswesens, lassen sich im Umriss durch die von amerikanischen Truppen beim Stab Heinrich Himmlers erbeutete Registratur der „Dienststelle des SS-Richters beim Reichsführer-SS“ nachzeichnen, denn da diese Verbindungsstelle „vor allem ein Organ des Hauptamtes SS-Gericht gewesen ist, bildet der Bestand eine Parallelüberlieferung zu dem verlorengegangenen Schriftgut, den wahrscheinlich bei Kriegsende planmäßig vernichteten Akten des Hauptamtes SS-Gericht“.

### Juristische Grundlagen
Grundlage der Arbeit der Sondergerichtsbarkeit der SS und Polizei waren das Militärstrafgesetzbuch und die Militärstrafgerichtsordnung, von denen jedoch in einer Reihe von Fällen abgewichen wurde.

### Amtsleiter SSG
Erster Hauptamtschef war vom 1. Juni 1939 bis zu seinem Tode am 29. Juli 1942 SS-Obergruppenführer und General der Waffen-SS Paul Scharfe. Nachfolger und letzter Hauptamtschef wurde am 15. August 1942 SS-Obergruppenführer und General der Waffen-SS Franz Breithaupt. Zum Dienstantritt Breithaupts verfügte Himmler, dass niemals ein Jurist an die Spitze des Hauptamts SS-Gericht treten dürfe.

### SS- und Polizeigerichte
In Anlehnung an die „Verordnung über das militärische Strafverfahren im Krieg und bei besonderem Einsatz“ der Wehrmacht (RGBl. I S. 1535) beschloss der Ministerrat für Reichsverteidigung am 17. Oktober 1939 auch für den Bereich SS und Polizei eine eigene Kriegsgerichtbarkeit. Gemäß § 4 der „Verordnung über eine Sondergerichtsbarkeit in Strafsachen für Angehörige der SS und die Angehörigen der Polizeiverbände bei besonderem Einsatz“ (RGBl. I S. 2107) war ein eigenes Kriegsgericht einzurichten. Als Hauptamt wurde in München das Oberste SS- und Polizeigericht für alle Fälle von Hoch- und Landesverrat, Spionage geschaffen, es war für alle Straftaten von SS- und Polizeioffizieren im Generalsrang sowie für Straftaten von besonderer Bedeutung. Das Oberste SS- und Polizeigericht war kein übergeordnetes Gericht im Sinne einer höheren Instanz. In allen Strafverfahren der SS und Polizei entschied jedes Gericht, entsprechend den Kriegsgerichten der Wehrmacht, ohne Berufungsmöglichkeit in erster und letzter Instanz. Es kam jedoch häufig vor, dass Himmler, dem eine enorme Anzahl von Urteilen persönlich vorgetragen oder vorgelegt wurden, Urteile eigenhändig korrigierte, sei es strafverschärfend oder auf dem Gnadenwege Todesurteile abschwächend durch Versetzung von Verurteilten zu so genannten Bewährungseinheiten (siehe unten).
Dem Hauptamt SS-Gericht unterstanden bis zu 38 regionale SS- und Polizeigerichte. Sie waren eingerichtet jeweils am Dienstsitz eines Höheren SS- und Polizeiführers, der in den Verfahren auch als Gerichtsherr fungierte. An den SS- und Polizeigerichten waren SS-Führer mit der Befähigung zum Richteramt als sogenannte SS-Richter tätig, die der Waffen-SS angehören mussten. Bei einem chronischen Mangel an qualifizierten Juristen gab es im Sommer 1944 immerhin 605 dem Hauptamt SS-Gericht unterstellte SS-Richter – ein deutlicher Hinweis auf die hohe Zahl von Strafsachen in den Reihen der SS und Polizei.
Durch Erlass Himmlers vom 16. Mai 1944 wurde beim Hauptamt SS-Gericht ein SS- und Polizeigericht z. b. V. (zur besonderen Verwendung) eingerichtet, das ausschließlich mit der Aufklärung und Verfolgung einiger in Konzentrationslagern begangener Delikte, insbesondere Unterschlagungen und Korruption, betraut war. Zum Tode verurteilt wurden die beiden KZ-Kommandanten Karl Otto Koch (KZ Buchenwald) und Hermann Florstedt (KZ Buchenwald und KZ Majdanek). Koch wurde in Buchenwald erschossen, Florstedts Schicksal ist nicht völlig geklärt. Verhaftet und verurteilt wurden mindestens drei weitere abgesetzte KZ-Kommandanten. Ermittlungsverfahren gab es unter anderem gegen SS-Oberführer Hans Loritz (KZ Dachau und KZ Sachsenhausen), Rudolf Höß (KZ Auschwitz), sogar gegen den Chef des SS-Wirtschafts- und Verwaltungshauptamtes Oswald Pohl und seinen Vertreter August Frank. Diese Ermittlungen wurden auf direkte Weisung Himmlers eingestellt.

### Strafvollzug
Die zu Freiheitsstrafen Verurteilten wurden in das Strafvollzugslager Danzig-Matzkau der SS und Polizei in Danzig-Matzkau eingewiesen, das der Waffen-SS unterstand. Die Lagerbedingungen entsprachen der Ideologie und Menschenverachtung der SS und Polizei und wurden übereinstimmend als extrem geschildert. Ein wegen einer Falschaussage zu einem halben Jahr in Matzkau verurteilter Angehöriger des SS-Sonderkommandos Sobibor wurde bei seiner Rückkehr auf Grund seines körperlichen Zustandes von seinen Kameraden kaum mehr wiedererkannt.
Eine Strafverbüßung war auch als so genannte Frontbewährung möglich in der berüchtigten Strafeinheit „Dirlewanger“, die von verurteilten SS- und Polizeioffizieren kommandiert wurde und als Himmelfahrtskommando galt, das viele nicht überlebten.

## SS-Personalhauptamt
Das SS-Personalhauptamt entstand 1939 aus dem SS-Personalamt und unterstand nacheinander den SS-Obergruppenführern Walter Schmitt und Maximilian von Herff. Das Hauptamt galt quasi als Personalabteilung der SS und war mit der Betreuung der SS-Führer beschäftigt. Das SS-Personalamt gab ab 1934 die Dienstalterslisten der Schutzstaffel der NSDAP heraus, deren letzte Ausgabe 1944 erschien und in denen anfänglich unteres, mittleres und oberes SS-Führerkorps aufgelistet waren. Gegen Kriegsende war nur noch das mittlere und obere SS-Führerkorps aufgeführt.
Mitte 1944 gab das Personalhauptamt die Dienstaltersliste der Waffen-SS (Sachstand: 1. Juli 1944) heraus, die allerdings nicht – wie damals üblich – allen SS- und Polizeidienststellen zur Verfügung gestellt wurde. Diese Dienstaltersliste blieb ein Einzelexemplar für den rein internen Gebrauch des Personalhauptamtes und stellt zu den anderen SS-Dienstalterslisten ein Kuriosum dar.

## SS-Wirtschafts-Verwaltungshauptamt

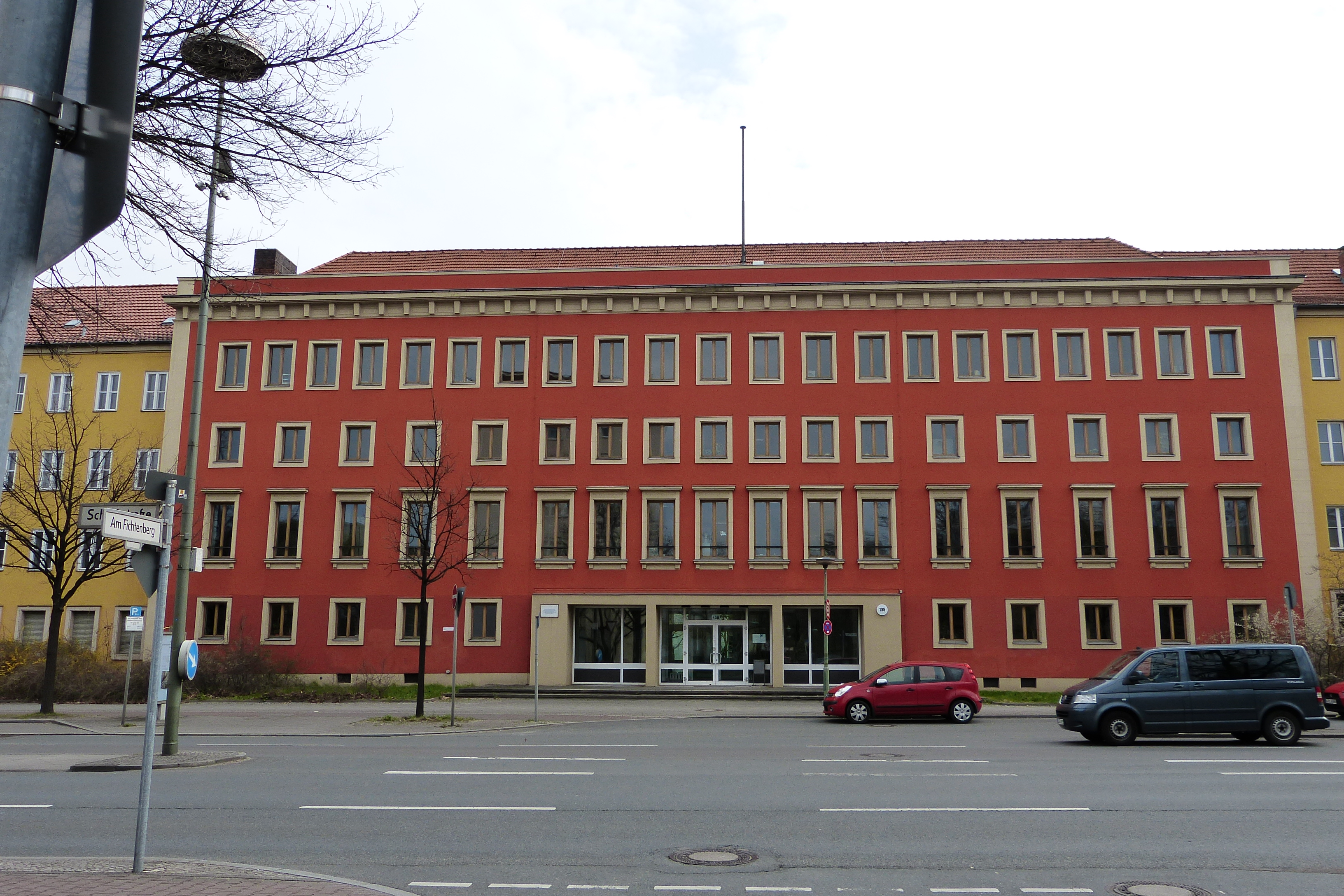
Unter den Eichen 135, ehemaliges SS-Wirtschafts- und Verwaltungshauptamt (2012)

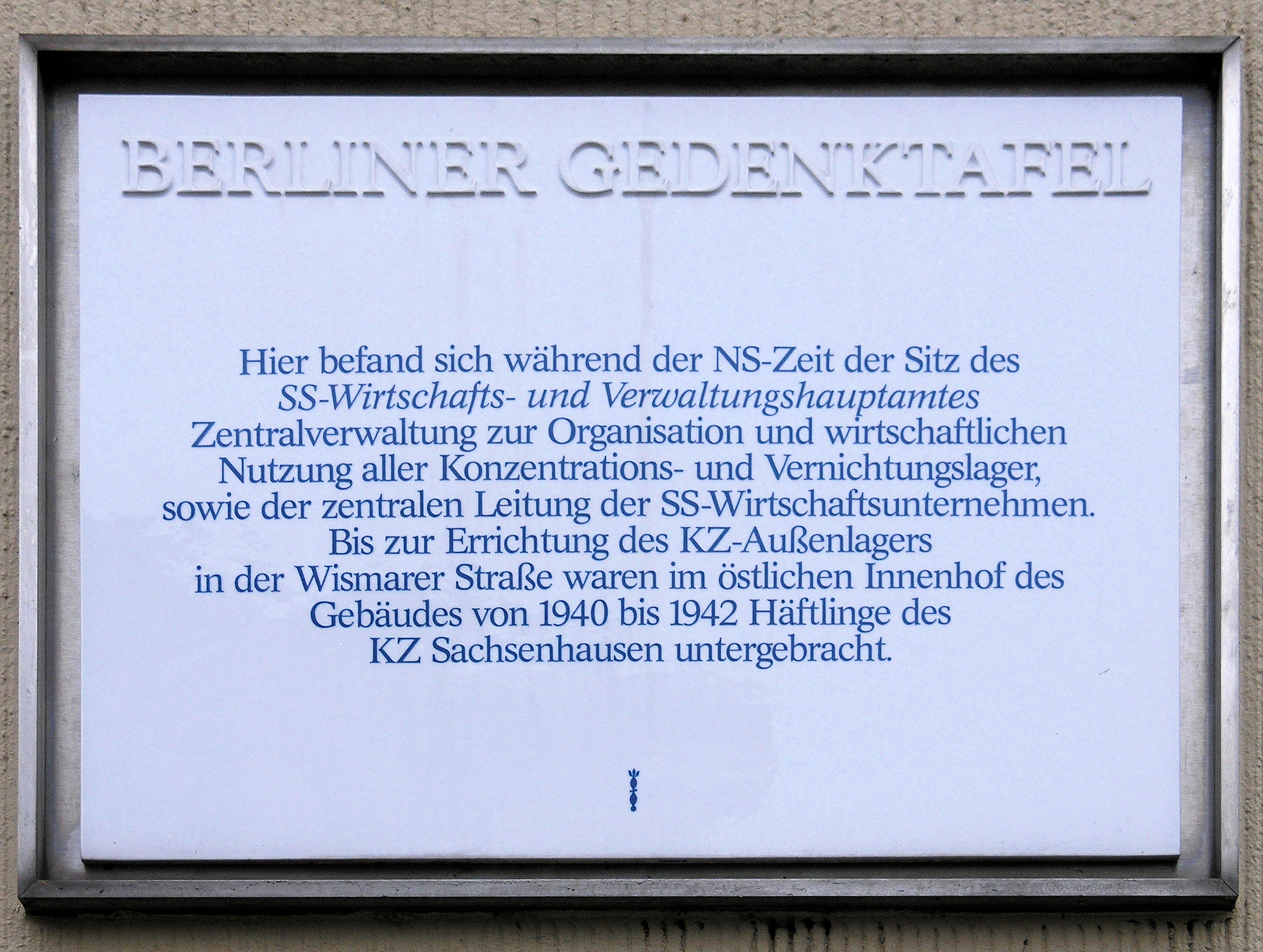
Berliner Gedenktafel am Haus Unter den Eichen 135, in Berlin-Lichterfelde

Das SS-Wirtschafts-Verwaltungshauptamt (SS-WVHA) wurde im März 1942 durch SS-Obergruppenführer Oswald Pohl gegründet. In ihm wurden das ab 1939 bestehende SS-Hauptamt Verwaltung und Wirtschaft und das Hauptamt Haushalt und Bauten des Reichsinnenministeriums zusammengefasst, die beide ebenfalls von Pohl geleitet worden waren. Das WVHA verwaltete die SS-eigenen Industrien, Gewerbe und Betriebe in den Konzentrationslagern und führte diese zu eigenen Konzernen zusammen. Dabei arbeitete das WVHA eng mit dem SS-Hauptamt zusammen. Ab 1942/43 war ihm das gesamte Konzentrationslagerwesen allein unterstellt.
Der Standort des ehemaligen SS-Wirtschafts-Verwaltungshauptamts ist Unter den Eichen 135 im Berliner Ortsteil Lichterfelde. Das Amt hatte unter dem rund 500 Meter entfernten Fichtenberg einen Bunker für die Unterbringung des Aktenbestands und des Personals während der Luftalarme errichtet. Nach 1945 war das Gebäude eine ausgebrannte Ruine. Heute ist dort eine Außenstelle der Abteilung VI des Bundesamtes für Bauwesen und Raumordnung untergebracht.
Das SS-WVHA bestand aus folgenden fünf Amtsgruppen:
- Amt A: Truppenverwaltung unter SS-Brigadeführer Heinz Fanslau
- Amt B: Truppenwirtschaft unter SS-Gruppenführer Georg Lörner
- Amt C: Bauwesen unter SS-Gruppenführer Hans Kammler
- Amt D: Konzentrationslagerwesen unter SS-Gruppenführer Richard Glücks
- Amt W: Wirtschaftsunternehmungen unter der direkten Leitung Pohls

### Die Amtsgruppen und Ämter im SS-WVHA
Das einstige Verwaltungsamt des SS-Führungshauptamtes war schließlich für die Kontrolle der Allgemeinen SS hinsichtlich der fünf Bereiche zuständig. In Wirklichkeit war aber mit Kriegsausbruch 1939 die Bedeutung der Allgemeinen SS infolge Einzuges ihrer Mitglieder in die Feldtruppen (hauptsächlich Wehrmacht) enorm gesunken. Vielmehr begann das Wirtschaftsamt, anfangs die SS-Verfügungstruppe und schließlich die Waffen-SS wirtschaftlich zu unterstützen; allein die Verwaltung von 38 SS-Front-Divisionen (1945) stellte schon ein beachtliches Unterfangen dar. Ferner waren ab 1942 dem WVHA sämtliche Totenkopf-Verbände mit ihren KZ-Wachsturmbannen unterstellt. Diese wurden nun in der Inspektion Konzentrationslager und verstärkte SS-Totenkopf-Standarten in der Amtsgruppe D zusammengefasst.
Im Januar 1944 kam noch formal die Verwaltungszentrale des Hauptamtes Ordnungspolizei hinzu und nach dessen Vernichtung durch alliierte Bombenangriffe wurden dessen Aufgaben nun auch de facto vom Wirtschafts- und Verwaltungshauptamt übernommen.
Nachdem die Waffen-SS als ganzes als staatliche Einrichtung angesehen wurde, war ihre Finanzierung mehr als kompliziert. Die Gelder der Waffen-SS wurden vom Reichsfinanzministerium überwacht, während aber die Allgemeine SS als Teil der NSDAP galt. Die Allgemeine SS erhielt ihre Gelder durch den Reichsschatzmeister der Partei, Franz Xaver Schwarz, der mit seinen Mitteln viel großzügiger war. So kam es zum Kuriosum, dass die Gelder für die Waffen-SS strikt kontrolliert wurden, während die nun unbedeutende Allgemeine SS als solche und auch deren Sicherheitsdienst des Reichsführers SS (SD), eines der absoluten Machtinstrumente der Nationalsozialisten, fast keinerlei finanziellen Beschränkungen unterworfen waren.
Das WVHA verfügte in Dachau über eine eigene Verwaltungsschule (SS-Verwaltungsschule Dachau), in welcher der eigene Verwaltungsnachwuchs ausgebildet wurde. Die Verwaltung dieser Schule war zunächst auf dem Gelände des SS-Übungslager Dachau untergebracht und wurde im Herbst 1943 infolge des Kriegsverlaufs teilweise in die damalige SS-Kaserne nach Arolsen verlegt.
Gemeinsam mit dem SS-Führungshauptamt war das Wirtschafts- und Verwaltungshauptamt für das SS-eigene Versorgungssystem verantwortlich: Während das SS-FHA für Waffen und Munition zuständig war, musste das WVHA für die Uniformen und persönliche Ausrüstung der Truppen sorgen.
Die Inspektion der Konzentrationslager (IKL) war die zentrale Verwaltungs- und Führungsbehörde für die nationalsozialistischen Konzentrationslager. Bevor die Inspektion in das SS-Wirtschafts- und Verwaltungshauptamt als Amtsgruppe D eingegliedert wurde, trug sie den Titel Generalinspektion der Verstärkten SS-Totenkopfstandarten.

### Wirtschaftsunternehmungen, Amt W im SS-WVHA
Schon vor Beginn des Krieges hatte die SS begonnen, kleinere Wirtschaftsunternehmen zumeist jüdischer Geschäftsleute aufzukaufen (Arisierung) und Unternehmen selbst zu gründen. Diese unterstanden danach dem nachmaligen Obergruppenführer Pohl, der als Leiter des SS-Verwaltungshauptamtes eingesetzt war.
Mit dem Krieg im Osten gelangten fast alle intakten Firmen in den besetzten Gebieten in die Hand Pohls, und mit dem Ausbau der Konzentrationslager zu riesigen Industrieunternehmen war sein Einfluss geradezu unermesslich. Allein im Deutschen Reich gehörten 500 Betriebe zum Wirtschafts- und Verwaltungshauptamt. Dabei erstreckte sich sein Einfluss von der Land- und Bauwirtschaft über den Fahrzeugbau bis zum Getränkebereich. Zur betriebswirtschaftlich zweckmäßigen Verwaltung eines Großteils der Betriebe wurde die Holdinggesellschaft Deutsche Wirtschaftsbetriebe GmbH gegründet.
1945 verfügte das Amt W des Wirtschafts- und Verwaltungshauptamtes allein über folgende Ämter:
- Amt I – Ausgrabungen und Steinbrüche unterstand als Deutsche Erd- und Steinwerke GmbH dem SS-Obersturmbannführer Karl Mummenthey. Dieses Amt gliederte sich in weitere zahlreiche Unterämter in den KZs Buchenwald, Neuengamme, Sachsenhausen, Stutthof, Großrosen, Mauthausen und Natzweiler.
- Amt II – Baumaterialien unterstand als Baustoffwerk und Zementfabriken dem SS-Obersturmbannführer Hanns Bobermin. Auch dieses Amt gliederte sich in zahlreiche Unterämter, die auf Posen, Bielitz, Zichenau und vor allem Auschwitz verteilt waren.
- Amt III – Nahrungsmittel war als Zusammenschluss der Lebensmittelindustrie anzusehen. Hersteller wie Sudetenquell und Apollinaris waren hier angeschlossen. Die Schlachtereien der KZs Auschwitz, Dachau und Sachsenhausen waren ebenfalls diesem Amt unterstellt, auch die Bäckereien der Lager Auschwitz, Dachau, Herzogenbusch, Lubin, Plaszow und Sachsenhausen waren hier vertreten.
- Amt IV – Deutsche Ausrüstung war für die Bekleidung und Ausrüstung der Frontdivisionen der Waffen-SS zuständig.
- Amt V – Land- und Forstwirtschaft, Fischerei war für die Züchtung und Arterhaltung von Pflanzen und Tierrassen zuständig. Dieses Amt hatte großes Ansehen bei Heinrich Himmler, der selbst Hobby-Landwirt war und in diesem Amt seine verquasten Rassentheorien verwirklicht haben wollte.
- Amt VI – Textil- und Lederverwertung war für die Umarbeitung von Lederwaren und Uniformen zuständig; die lederne SS-Sonderbekleidung stammte aus diesem Amt.
- Amt VII – Bücher und Bilder unterstanden der Verlag Nordland (SS-eigener Buchverlag) und die Kunstrestaurationsbetriebe. Dieses Amt war für die Kunstwerke zuständig, mit denen Himmler seine „Ordensburg“ Wewelsburg ausstattete.
- Amt VIII – Kulturbauten war für die Erhaltung und Erneuerung alter und zerstörter Denkmäler zuständig.

## Hauptamt Volksdeutsche Mittelstelle

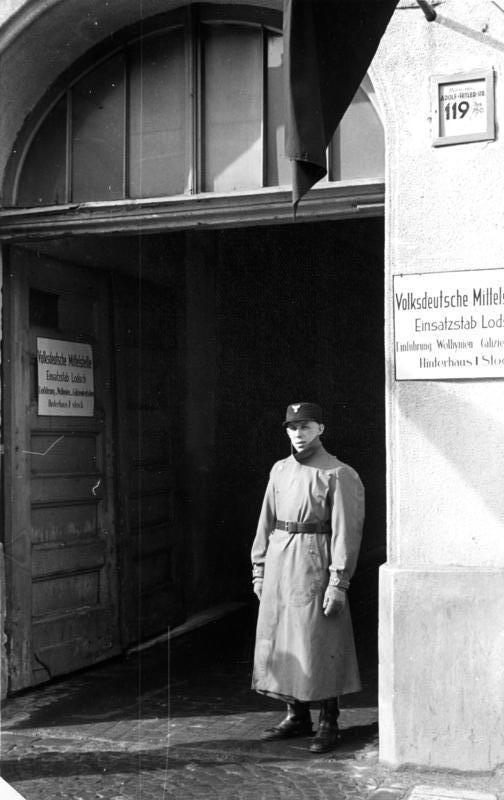
Eingang zur Volksdeutschen Mittelstelle in der Adolf-Hitler-Straße, Einsatzstab Lodsch, Wachposten (1940)

Das Hauptamt Volksdeutsche Mittelstelle (VoMi) war zuständig für außerhalb des Deutschen Reiches lebende „Volksdeutsche“ und unterstand ab Februar 1937 dem SS-Obergruppenführer Werner Lorenz. Vorläufer war ein Volksdeutscher Rat im Auswärtigen Amt (AA) unter Otto von Kursell. Die VoMi übernahm als Zentralstelle die Verwaltung und Verteilung sämtlicher Hilfsgelder für die Volkstumsarbeit. Bereits 1938 verfügte sie über einen Etat von 50 – 60 Millionen Reichsmark, was dem gesamten Haushalt des AA entsprach.
Zwischen 1939 und 1940 war die Organisation der Umsiedlung deutscher Volksgruppen unter der Losung „Heim ins Reich“ Hauptaufgabe dieses Hauptamtes. Die VoMi siedelte bis 1940 rund eine Million Volksdeutsche vor allem in den annektierten Gebieten an – in den Reichsgauen Wartheland (Posen) und Danzig-Westpreußen (Danzig).
Im Nürnberger Prozess Rasse- und Siedlungshauptamt der SS wurde die VoMi wegen der Beteiligung an den massenhaften Vertreibungen in den besetzten Ländern Europas verurteilt.

## Stabshauptamt des Reichskommissars für die Festigung deutschen Volkstums
Das Stabshauptamt des Reichskommissars für die Festigung deutschen Volkstums stand unter der Leitung von SS-Obergruppenführer Ulrich Greifelt und arbeitete eng mit der VoMi zusammen. Hauptaufgabe dieses Amtes war die „Re-Germanisierung“ deutscher Volksgruppen, die trotz „deutscher Abstammung im fremdvölkischen Umfeld aufgegangen“ seien. Aber auch für die „Eindeutschung“ als gut befundene slawische Volksteile wurden in diesem Hauptamt erfasst. VoMi und Stabshauptamt waren für die Erfassung der Volksdeutschen und des sogenannten deutschen Blutes in verschiedenen Deutschen Volkslisten zuständig. Anhand dieser Volkslisten wurde der Status des Inhabers innerhalb der „deutschen Volksgemeinschaft“ festgelegt:
- Liste 1 und 2 enthielten Personen „deutscher Volkszugehörigkeit, die nachweislich ihr Deutschtum bewahrt hatten“. Diese Personengruppen erhielten automatisch die deutsche Staatsangehörigkeit und waren für eine Mitgliedschaft in der NSDAP vorgesehen.
- Liste 3 enthielt Personen deutscher Volkszugehörigkeit, die bereits „Bindungen zum Polentum“ angenommen hatten. Ferner waren in dieser Liste auch die Angehörigen der Masuren und Kaschuben aufgeführt, die man als „eindeutschungsfähig“ betrachtete. Diese Listenangehörigen bekamen die vorläufige deutsche Staatsangehörigkeit verliehen.
- Liste 4 enthielt die „eindeutig polonisierten Deutschen“, die trotz deutscher Abstammung ihr Volkstum aufgegeben und die polnische Sprache und Kultur angenommen hatten. Diese Listenangehörigen bekamen die deutsche Staatsangehörigkeit auf Widerruf und mussten sich „[…] die endgültige deutsche Staatsangehörigkeit erdienen“.

## Anschriften-Verzeichnis der Schutzstaffel der NSDAP mit Stand vom 1. November 1944
Aus: Anschriften-Verzeichnis der Schutzstaffel der NSDAP. Stand vom 1. November 1944. Herausgegeben vom SS-Führungshauptamt, Kommandoamt der Allgemeinen-SS Berlin-Wilmersdorf:
- Der Reichsführer-SS: Chef Persönlicher Stab RF-SS: Berlin SW 11, Prinz-Albrecht-Str. 8;
- Abt. Wirtschaftliche Hilfe: Berlin SW 11, Wilhelmstr. 28;
- Rohstoff-Amt: Berlin-Wilmersdorf, Kaiserallee 35;
- Presseabteilung: Berlin W 9, Hermann-Göring-Str. 8;
- SS-Schule Haus Wewelsburg: Wewelsburg, Krs. Büren üb. Paderborn/Westfalen;
- Das Ahnenerbe: Berlin-Dahlem, Pücklerstr. 16;
- Dienststelle SS-Obergruppenführer Heißmeyer: Berlin-Spandau, Hohenzollernring 122;
- Inspekteur für Leibesübungen, Inspekteurstab: Berlin C 2, Neue Friedrichstr. 49;
- Chef des Fernmeldewesens: Berlin-Wilmersdorf, Hohenzollerndamm 46/47;
- Reichsarzt-SS und Polizei: Berlin W 15, Knesebeckstr. 51;
- Amt RV: Berlin-Wilmersdorf, Kaiserallee 188;
- „Das Schwarze Korps“: Berlin SW 68, Zimmerstr. 88;
- Statistisch-wissenschaftliches Institut d. RF-SS: Jagdhaus Tiergarten, Post Donaustauf, bei Regensburg;
- Verein „Lebensborn“ e. V.: München, Herzog-Max-Str. 3–7;
- Das SS-Hauptamt: Berlin-Grunewald, Douglasstr. 7–11;
- Das Reichssicherheitshauptamt: Berlin SW 11, Prinz-Albrecht-Str. 8;
- SD-Hauptamt: Berlin SW 11, Prinz-Albrecht-Str. 8;
- Das Rasse- u. Siedlungshauptamt-SS: Berlin SW 68, Hedemannstr. 23/24;
- Chef des R- und SS-Hauptamtes, Hauptfürsorge- und Versorgungsamt-SS: Berlin W 15, Kurfürstendamm 217;
- Fürsorge- u. Versorgungsamt der Waffen-SS Berlin: Berlin W 15, Kurfürstendamm 217, 2 Tr.;
- Fürsorge- u. Versorgungsamt der Waffen-SS München: München 27, Mohlstr. 12a;
- Fürsorge- u. Versorgungsamt der Waffen-SS Düsseldorf: Düsseldorf, Tersteegenstr. 82/84;
- Fürsorge- u. Versorgungsamt der Waffen-SS Posen: Posen, Litzmannallee 30;
- Fürsorge- u. Versorgungsamt der Waffen-SS Ausland: Berlin-Wilmersdorf, Rallenstedter Str. 8, Berlin W 50, Geisbergstr. 21;
- Wirtschafts-Verwaltungshauptamt-SS: Berlin-Lichterfelde-West, Unter den Eichen 127;
- Kleiderkasse: Berlin C 2, Kölln. Fischmarkt 4–6 (im Hause H. Leineweber);
- Zweigstelle: München, Karlstr. 10;
- Das SS-Personalhauptamt: Chef des SS-Personalhauptamtes: Berlin-Charlottenburg 4, Wilmersdorfer Str. 98/99;
- Hauptamt SS-Gericht: Prien a/Chiemsee;
- Verwaltung: München 33, Wagmüllerstr. 16;
- Oberstes SS- und Polizeigericht: München, Karlstr. 10;
- Das SS-Führungshauptamt: Berlin-Wilmersdorf, Kaiserallee 188;
- Kommandoamt der Allgemeinen SS, Amt I: Berlin-Wilmersdorf, Kaiserallee 188;
- SS-Sanitätsamt: Berlin W 15, Knesebeckstr. 43/44;
- Standortkommandantur Berlin: Berlin-Charlottenburg, Meineckestr. 10;
- Reichskommissar für die Festigung deutschen Volkstums: Stabshauptamt: Berlin-Halensee, Kurfürstendamm 142/143;
- Reichskommissar für die Festigung deutschen Volkstums: Volksdeutsche Mittelstelle: Berlin W 62, Keithstr. 29.